# Миклош Немет
Миклош Немет (на унгарски: Németh Miklós) (роден на 14 януари 1948 г. в Монок, Унгария) е министър-председател на Унгария от 24 ноември 1988 до 23 май 1990 г.. Той е сред лидерите на Унгарската социалистическа работническа партия в годините на бурни промени и падане на комунизма в източна и централна Европа.
Като министър-председател, Немет взима спорното решение да позволи на жителите на Източна Германия да достигнат Западна Германия. Преминаването е ставало като източногерманците влизат в Унгария, пресичат безвизово границата с Австрия и оттам достигат ФРГ. За мнозинството жители на ГДР това е свобода, отнета им от режима през предишните десетилетия. Отварянето на унгарската граница е сред ключовите събития, довели до падането на Берлинската стена на 9 ноември 1989 г. и на комунистическите режими в Източна Европа в следващите няколко години. В България Тодор Живков е свален от власт на 10 ноември 1989, а НРБ се преименува на Република България на 15 ноември 1990 г.
След напускането на премиерския пост, Немет е вицепрезидент на Европейската банка за възстановяване и развитие. Ролята на международната финансова институция е да помага на страните от централна и източна Европа и бившия СССР с преминаването към пазарна икономика и демократично управление. През 2000 г. Немет прекратява работата си в банката и се завръща в Унгария. Там прави неуспешен опит да се кандидатира за министър-председател от името на Унгарската социалистическа партия. Бившият финансов министър Петер Медеши спечелва кандидатурата и (след победата на УСП на парламентарните избори през 2002 г.) от май 2002 до септември 2004 г. е министър-председател на Унгария.